# Étang du Sépey
L'étang du Sépey est un étang situé sur le territoire de la commune vaudoise de Cossonay, en Suisse.

## Géographie
Il est situé dans le bois du Sépey, entre la ville de Cossonay à l'est et La Chaux à l'ouest. L'étang est composé de deux mares formant une surface totale de 2,4 ha. La grande mare a une longueur maximale de 148 mètres pour une largeur maximale de 71 mètres, alors que la plus petite a une longueur maximale de 108 mètres pour une largeur maximale de 35 mètres. Leur altitude se situe à 589 m. 

## Histoire
Jusqu'au début du XXe siècle, le lieu abrite une carrière d'argile pour la tuilerie de Cossonay. Celle-ci est progressivement délaissée depuis la fin de la Première Guerre mondiale et totalement abandonnée dans les années 1920, laissant deux trous béants. Le fonds argileux est étanche et laisse progressivement les deux trous se remplir d'eau et donnent naissance à deux étangs d'apparence naturelle,.
En 1954, une réserve naturelle est fondée sur ce site par la commune de Cossonay et Pro Natura Vaud totalisant une surface de 5,9 ha. Elle appartient à la commune de Cossonay.
Depuis 1990, la gestion de l'étang et de sa réserve est confiée à une société privée.

## Faune
L'étang du Sépey abrite 14 des 18 espèces de batraciens présents en Suisse. Les plus faciles d'observations sont la grenouille rousse, le crapaud commun, le triton alpestre et le triton lobé. Il y vient aussi une centaine d'espèces d'oiseaux et une trentaine de mammifères.
L'étang étant artificiel, toutes les espèces de poissons vivant en son sein ont été introduites. Il s'y trouve notamment des cyprinidés tels que la carpe commune, la carpe miroir, le rotengle, l'ablette et des poissons rouges.

## Flore
La végétation environnante de l'étang est caractéristiques des marais. Les arbres présents sont le saule et l'aulne. Les autres plantes présentes sont notamment le carex, le jonc et le roseau.